# Adelbert Ames
Adelbert Ames (Rockland, 1835. október 31. – Ormond Beach, 1933. április 13. vagy 1933. április 12.) az Amerikai Egyesült Államok szenátora (Mississippi, 1870–1874).